# Mads Ousdal

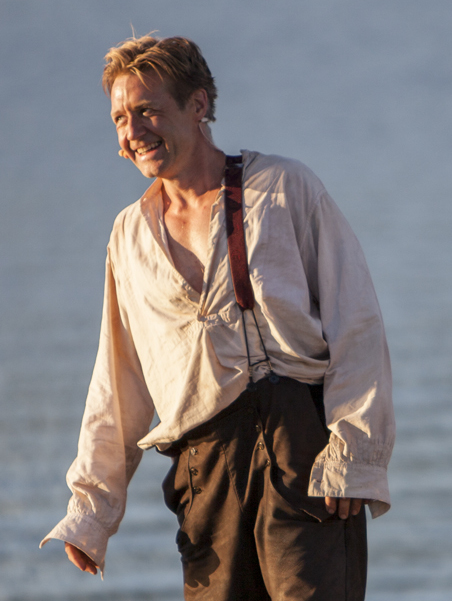
Mads Ousdal

Mads Ousdal (Oslo, 8 december 1970) is een Noorse acteur die sinds 2000 in dienst is van het Noorse Nationale Theater. In de periode van 2004 tot 2006 maakte hij deel uit van de artistieke leiding van het Torshovtheater. Hij is de zoon van acteur Sverre Anker Ousdal en balletdanser Bodil Ousdal